# Solanum cheesmaniae
Il pomodoro selvatico delle Galapagos (Solanum cheesmaniae (L.Riley) Fosberg, 1987 è una pianta appartenente alla famiglia Solanaceae. È una delle due specie principali di pomodoro selvatico native delle Isole Galapagos assieme a Solanum galapagense, col quale viene spesso confuso.

## Descrizione

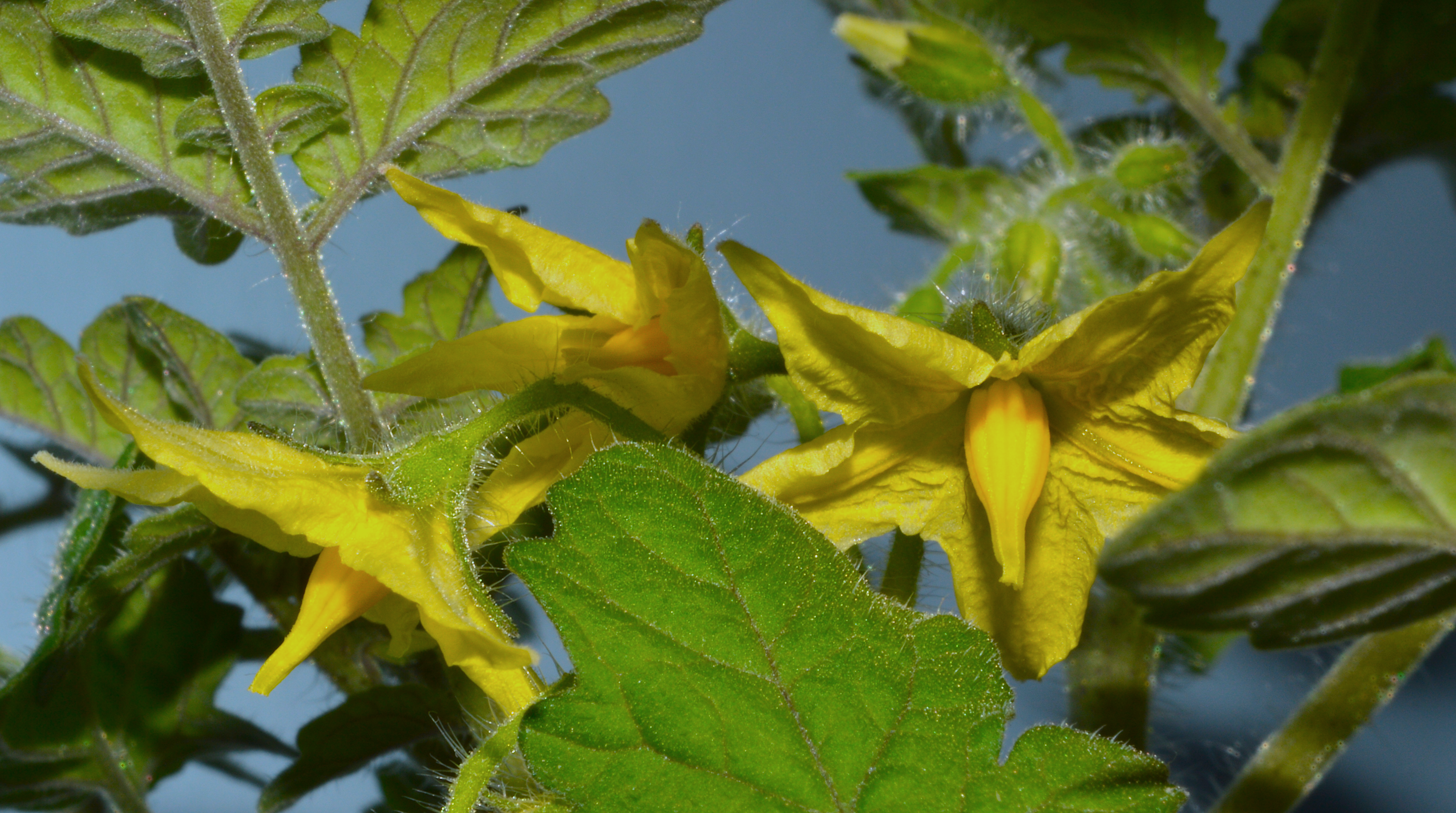
Fioritura di S. cheesmaniae

Solanum cheesmaniae è una pianta erbacea perenne alta circa un metro. Essa produce piccole bacche giallognole.